# Liste der Gebäude in Regio II (Ostia)

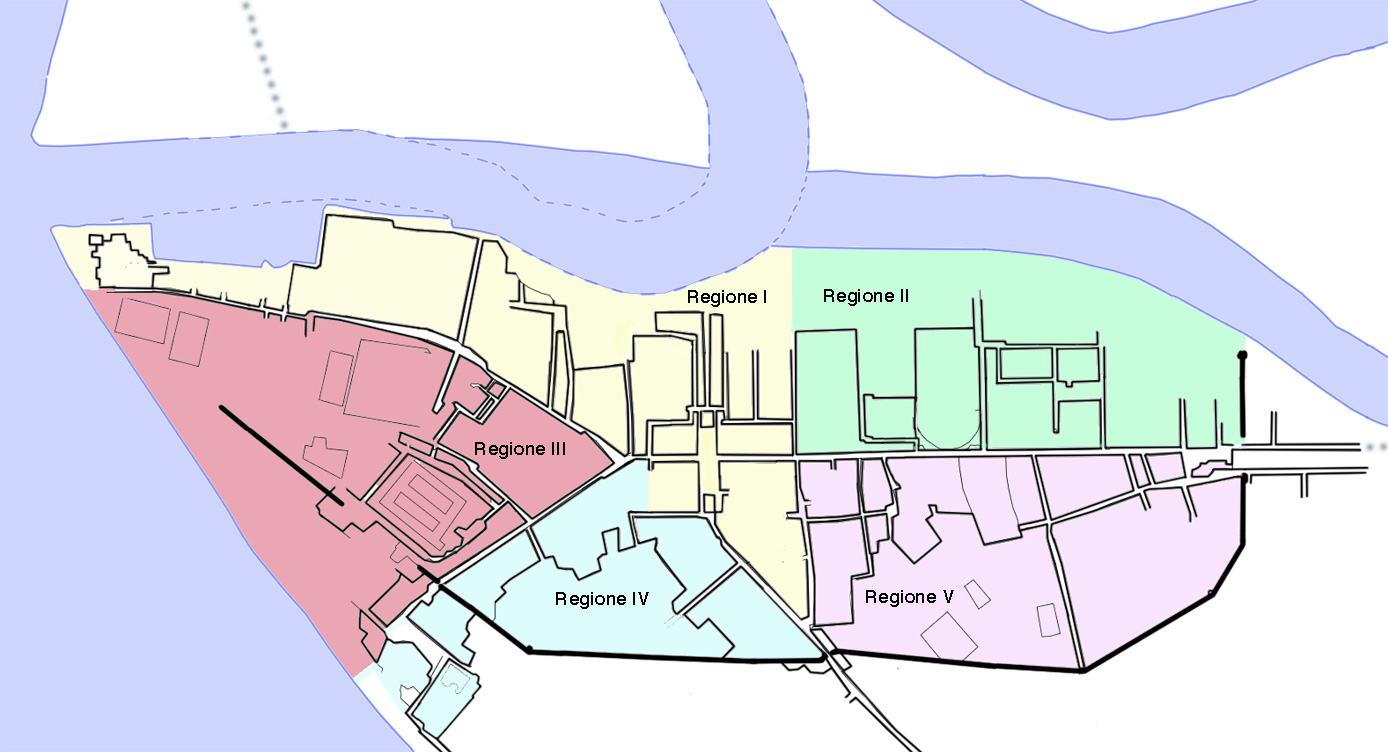

Dies ist die Liste der Bauten in der Regio II der antiken römischen Stadt Ostia.

## Insula I
| Name                       | Nummer | Beschreibung |
| -------------------------- | ------ | --- |
| Caseggiato del Cane Monnus | II,I,1 | Haus aus republikanischer Zeit, verschiedene Umbauten; Funktion unsicher; in einem Raum fand sich ein figürliches schwarz-weißes Mosaik. |
| Mitreo Aldobrandini        | II,I,2 | Mithräum mit Altar und Marmorfußboden.                                                                                                   |
| Torre sul Tevere           | II,I,3 | Turm der Stadtmauer |

## Insula II
| Name                        | Nummer    | Beschreibung |
| --------------------------- | --------- | --- |
| Magazzini Repubblicani      | II,II,1–2 | Trotz des modernen Namens (republikanische Magazine) handelt es sich wahrscheinlich um eine Reihe von Läden. Sie wurden um 50 n. Chr. errichtet.                                         |
| Terme dei Cisiarii          | II,II,3   | Thermen aus hadrianischer Zeit, die in die Magazzini Repubblicani hineingebaut wurden. Umbauten im dritten Jahrhundert. Es fanden sich Mosaiken und Reste aufwändiger Stuckdekorationen. |
| Sacello                     | II,II,4   | Zwei Schreine oder Kapellen mit reich dekorierten Fußböden |
| Mitreo presso Porta Romana  | II,II,5   | Mithräum aus dem dritten Jahrhundert. |
| Portico del Tetto spiovente | II,II,6   | Portikus aus hadrianischer Zeit |
| Horrea Antoniniani          | II,II,7   | Getreidespeicher; erbaut unter Commodus |

## Insula III
| Name                   | Nummer       | Beschreibung                                                                                           |
| ---------------------- | ------------ | --- |
| Edificio               | II,III,1.2.5 | Großes Gebäude mit Innenhof; wurde um 1900 ausgegraben und dann wieder zugeschüttet; Funktion unsicher |
| Case di Via dei Vigili | II,III,3–4   | Mietshaus mit zwei Wohnungen im Erdgeschoss, Treppen belegen weitere Etagen                            |

## Insula IV
| Name               | Nummer  | Beschreibung |
| ------------------ | ------- | --- |
| Portico di Nettuno | II,IV,1 | Es handelt sich um eine monumentale Portikus vor den Thermen des Neptun. Sie wurde in hadrianischer Zeit erbaut. Dahinter befinden sich Läden. |
| Terme di Nettuno   | II,IV,2 | Große Thermen (67 × 67 m); der Bau wurde von Kaiser Hadrian und Antoninus Pius – wie eine Inschrift belegt – finanziell direkt unterstützt. In den Thermen fanden sich einige der wichtigsten schwarz-weißen Mosaiken, u. a. mit der Darstellung des Meeresgottes Neptunus |

## Insula V
| Name               | Nummer   | Beschreibung | Bild |
| ------------------ | -------- | --- | ---- |
| Caserma dei Vigili | II,V,1–2 | Es handelt sich um die Baracken und den Standort der Feuerwehr von Ostia; der Bau wurde unter Hadrian errichtet, obwohl Teile vielleicht sogar älter sind. Der Bau war teilweise mit Mosaiken und Wandmalereien dekoriert. Es fanden sich viele Altäre mit zahlreichen Weiheinschriften. |      |

## Insula VI
| Name                      | Nummer    | Beschreibung | Bild |
| ------------------------- | --------- | --- | ---- |
| Caupona di Fortunato      | II,VI,1   | Taverne mit Mosaik. Auf dem Mosaik ist ein Krater abgebildet. Die Inschrift darüber lautet: [HOSPES INQUIT] FORTUNATUS [VINUM E CR]ATERA QUOD SITIS, BI BE: Gast sagt Fortunatus: Wein vom Krater, denn du bist durstig, trink! Das Mosaik datiert ins vierte Jahrhundert. |      |
| Ninfeo                    | II,VI,2   | Nymphäum, im vierten Jahrhundert erbaut |      |
| Casa dell’Ercole Bambino  | II,VI,3–4 | Wohnhaus aus hadrianischer Zeit, teilweise mit Wandmalereien dekoriert, eine von ihnen zeigt Herakles als Kind. Nach ihr ist das Haus benannt. Im Haus fanden sich Münzhorte, die letzten Prägungen datieren um 425 n. Chr.                                                |      |
| Casa del Soffitto Dipinto | II,VI,5–6 | Mietshaus mit zum Teil gut erhaltenen Wandmalereien. Das Haus datiert unter Hadrian; die Malereien sind wahrscheinlich späteren Datums. |      |
| Caseggiato delle Fornaci  | II,VI,7   | Das Haus der Öfen datiert in hadrianische Zeit; später zog hier eine Bäckerei ein. |      |

## Insula VII
| Name                         | Nummer       | Beschreibung |
| ---------------------------- | ------------ | --- |
| Arco onorario di Caracalla   | Kein Nummer. | Es handelt sich um einen unter Caracalla errichteten Bogen, der den Eingang des Theaters flankierte und genau neben dem Haupteingang stand und somit auch eine Art monumentalen Eingang für das Theater bildete. Der Bogen überspannte den Decumanus Maximus, die Hauptstraße der Stadt und stand auf vier Ziegelpfeilern, die heute noch zum Teil erhalten sind. Er war 5,85 m breit, was der Breite der Straße entspricht, und 13,65 m lang. Vom Bogen fanden sich weit verstreut diverse Bauteile aus Marmor, die den Ziegelbau verkleideten. Der Bogen war mit einer Inschrift geschmückt, nach der er im Jahr 216 dem Caracalla geweiht worden ist. |
| Oratorio cristiano           | II,VII,1     | Kleine christliche Kapelle vom Ende des vierten oder Beginn des fünften Jahrhunderts. |
| Teatro                       | II,VII,2     | Das Theater der Stadt. Der Bau stammt vom Ende des zweiten nachchristlichen Jahrhunderts. Eine Inschrift nennt als Erbauungsjahr 196, unter Septimius Severus und Caracalla. Die Ziegel deuten jedoch einen Baubeginn schon unter Commodus an. Das Theater fasste etwa 3000 Zuschauer. Am Ende des vierten Jahrhunderts wurde es von Ragonius Vincentius Celsus renoviert. Im sechsten Jahrhundert wurden die Eingänge vermauert und der Bau als Festung benutzt. |
| Sacello dell’Ara dei Gemelli | II,VII,3     | Kleine Kapelle, die dem Mars und Romulus und Remus geweiht war. Hier fand sich ein gut erhaltener Altar mit Reliefs und Inschriften. |
| Piazzale delle Corporazioni  | II,VII,4     | Platz hinter dem Theater mit Büros von wichtigen Handelsstädten in Beziehung zu Ostia. In jedem Büro befindet sich ein Mosaik, das diese Orte symbolisiert. |
| Tempio                       | II,VII,5     | Tempel der Ceres in der Mitte der Piazzale delle Corporazioni. |
| Ninfei                       | II,VII,6–7   | Zwei kleine Nymphäen, östlich und westlich vom Theater. |

## Insula VIII
| Name                     | Nummer    | Beschreibung |
| ------------------------ | --------- | --- |
| Botteghe                 | II,VIII,1 | Eine Reihe von Läden. |
| Quattro Tempietti        | II,VIII,2 | Es handelt sich um vier Tempel, die in republikanischer Zeit errichtet wurden. Ausbesserungen datieren in das zweite nachchristliche Jahrhundert. Die älteste Bauphase datiert an den Beginn des zweiten Jahrhunderts v. Chr. Die Tempel sind identisch in Größe und Form. Sie stehen auf einer Plattform und werden von schmalen Korridoren getrennt. Die Fassade war einst mit sechs Säulen dekoriert. Sie waren der Venus, Fortuna, Ceres und Spes geweiht. Vor den Tempeln befindet sich ein großer, freier Platz. |
| Ninfeo                   | II,VIII,3 | Nymphäum |
| Sacello di Giove         | II,VIII,4 | Kleiner Schrein, der dem Jupiter geweiht ist. Der kleine Raum war auch in der Antike nicht überdacht. Auf einem Stein findet sich die kurze Inschrift: IOMS (Iovi Optimo Maximo Sacrum) – Heiligtum dem Jupiter, dem besten und größten. |
| Domus di Apuleio         | II,VIII,5 | Wohnhaus aus republikanischer Zeit, das in antoninischer Zeit renoviert wurde. Es hat ein Atrium und einige mit Mosaiken ausgestattete Räume. Das Haus liegt nahe den Vier Tempeln. Hier mag der oberste dort amtierende Priester gelebt haben. |
| Mitreo delle Sette Sfere | II,VIII,6 | Mithräum mit Mosaiken und Inschriften. Die Mosaiken zeigen die zwölf Sternzeichen sowie diverse Gottheitem. |
| Caseggiato               | II,VIII,7 | Werkstatt aus hadrianischer Zeit |
| Caseggiato               | II,VIII,8 | Gewerblich genutzter Bau, wohl hadrianisch |
| Caseggiato               | II,VIII,9 | Gewerblich genutzter Bau, wohl hadrianisch |

## Insula IX
| Name                              | Nummer  | Beschreibung | Bild |
| --------------------------------- | ------- | --- | ---- |
| Ninfeo                            | II,IX,1 | Nymphäum aus antoninischer Zeit |      |
| Caseggiato                        | II,IX,2 | Reihe von Läden |      |
| Aula del Gruppo di Marte e Venere | II,IX,3 | Gebäude unsicherer Funktion; hier fand sich eine Doppelstatue, die Mars und Venus zeigt. Der Bau datiert ins vierte Jahrhundert. Die Statuengruppe fand sich in Fragmenten, ist einst aber wahrscheinlich woanders aufgestellt gewesen. |      |
| Tempietto repubblicano            | II,IX,4 | Kleiner republikanischer Tempel, vielleicht dem Neptun geweiht. |      |
| Edificio                          | II,IX,5 | Läden |      |
| Edificio                          | II,IX,6 | Läden, die wahrscheinlich zum daneben liegenden Lager gehören. |      |
| Grandi Horrea                     | II,IX,7 | Bedeutendes Lagerhaus aus der Zeit des Claudius. Es können verschiedene Bauphasen unterschieden werden. |      |

## Insula X
Kaum untersucht.

## Insula XI
| Name                         | Nummer  | Beschreibung                                                                         | Bild |
| ---------------------------- | ------- | ------------------------------------------------------------------------------------ | ---- |
| Fullonica                    | II,XI,1 | Große Wäscherei mit zwei großen Hallen, in deren größeren sich drei Becken befinden. |      |
| Caseggiato della Fullonica   | II,XI,2 | Läden                                                                                |      |
| Edificio a cortile porticato | II,XII  | Großes Gebäude mit Hof, Funktion unbekannt; heute zugeschüttet.                      |      |